# San Martino di Venezze
Pour les articles homonymes, voir San Martino.
San Martino di Venezze est une commune italienne de la province de Rovigo dans la région de la Vénétie dans l'Italie nord-orientale.

## Histoire
La crue de l'Adige de 1882 (it) est à l'origine d'une importante émigration des habitants de San Martino di Venezze vers l'Amérique du Sud qui ne prend fin qu'au début des années 1920. En 1951, une nouvelle crue (it), cette fois-ci du Pô entraîne un phénomène migratoire similaire, désormais en destination du triangle industriel. Ce dernier résulte en un important dépeuplement de la commune qui passe de 6 635 habitants en 1951 à 3 877 en 2001. 

## Administration
| Période                                  | Période  | Identité                              | Étiquette                      | Qualité |
| ---------------------------------------- | -------- | ------------------------------------- | ------------------------------ | ------- |
| 1870                                     | 1876     | Stefano Venezze                       | Droite                         |         |
| 1876                                     | 1879     | Carlo Marcassa                        | Droite                         |         |
| 1879                                     | 1880     | Edoardo Guillon                       |                                |         |
| 1880                                     | 1881     | Felice Dall'Ara                       |                                |         |
| 1881                                     | 1889     | Ezio Marcassa                         | Droite                         |         |
| 1889                                     | 1893     | Giovanni Battista Belloni             |                                |         |
| 1893                                     | 1896     | Alberto Guillon                       | Droite                         |         |
| 1896                                     | 1919     | Giovanni Battista Belloni             | Union libérale                 |         |
| 1919                                     | 1921     | Orfeo Traversi                        | PSI                            |         |
| 1921                                     | 1926     | Carlo Marcassa                        | PLI                            |         |
| 1926                                     | 1945     | Antonio Belloni                       | PNF                            |         |
| 1945                                     | 1946     | Emanuele Ferrarese et Alberto Favaron | commissaires préfectoraux (it) |         |
| 1946                                     | 1948     | Pietro Traversi                       | PSI                            |         |
| 1948                                     | 1953     | Giovanni Mingotti                     | DC                             |         |
| 1953                                     | 1960     | Luigi Menarello                       | DC                             |         |
| 1960                                     | 1975     | Rino Gherardo                         | DC                             |         |
| 1975                                     | 1983     | Anerzio Bacco                         | DC                             |         |
| 1983                                     | 1986     | Antonio Volpe                         | DC                             |         |
| 1986                                     | 1993     | Nettuno Orfaci                        | DC                             |         |
| 1993                                     | 2001     | Pierpaolo Barison                     |                                |         |
| 2001                                     | 2006     | Tiziano Bonato                        |                                |         |
| 2006                                     | 2011     | Roberto Merlin                        |                                |         |
| 2011                                     | En cours | Vinicio Piasentini                    |                                |         |
| Les données manquantes sont à compléter. |          |                                       |                                |         |

### Frazione
Beverare, Contea, Palazzo Corni, Trona di Sopra 

### Communes limitrophes
Adria, Anguillara Veneta, Cavarzere, Pettorazza Grimani, Rovigo, Villadose